# Glyphocrangon
Famille
Genre
Glyphocrangon est un genre de crevettes, dites crevettes à armure, le seul de la famille des Glyphocrangonidae.
Ce genre comporte 85 espèces vivant dans les abysses jusqu'à 6 000 m de profondeur.

## Liste d'espèces
Selon World Register of Marine Species (29 mars 2015) :
- Glyphocrangon aculeata A. Milne-Edwards, 1881
- Glyphocrangon acuminata Spence Bate, 1888
- Glyphocrangon africana Komai, 2010
- Glyphocrangon alata Faxon, 1893
- Glyphocrangon albatrossae Komai, 2004
- Glyphocrangon alispina Chace, 1939
- Glyphocrangon amblytes Komai, 2004
- Glyphocrangon andamanensis Wood-Mason in Wood-Mason & Alcock, 1891
- Glyphocrangon arduus Komai, 2007
- Glyphocrangon armata Komai, 2004
- Glyphocrangon assimilis de Man, 1918
- Glyphocrangon atlantica Chace, 1939
- Glyphocrangon aurantiaca Holthuis, 1971
- Glyphocrangon boa Komai, 2011
- Glyphocrangon boletifera Komai, 2004
- Glyphocrangon brevis Komai, 2006
- Glyphocrangon caeca Wood-Mason in Wood-Mason & Alcock, 1891
- Glyphocrangon caecescens Wood-Mason in Wood-Mason & Alcock, 1891
- Glyphocrangon cerea Alcock & Anderson, 1894
- Glyphocrangon chacei Komai, 2004
- Glyphocrangon confusa Komai, 2004
- Glyphocrangon conodactylus Komai, 2004
- Glyphocrangon cornuta Komai, 2004
- Glyphocrangon crosnieri Komai, 2004
- Glyphocrangon dentata Barnard, 1926
- Glyphocrangon dimorpha Komai, 2004
- Glyphocrangon elephas Komai, 2005
- Glyphocrangon faxoni de Man, 1918
- Glyphocrangon ferox Komai, 2004
- Glyphocrangon fimbriata Komai & Takeuchi, 1994
- Glyphocrangon formosana Komai, 2004
- Glyphocrangon gilesii Wood-Mason & Alcock, 1891
- Glyphocrangon grandis Komai & Chan, 2008
- Glyphocrangon granulosis Spence Bate, 1888
- Glyphocrangon haematonotus Holthuis, 1971
- Glyphocrangon hakuhoae Takeda & Hanamura, 1994
- Glyphocrangon hastacauda Spence Bate, 1888
- Glyphocrangon holthuisi Kensley, Tranter & Griffin, 1987
- Glyphocrangon humilis Komai, 2006
- Glyphocrangon indonesiensis Komai, 2004
- Glyphocrangon investigatoris Wood-Mason & Alcock, 1891
- Glyphocrangon isos Komai & Chan, 2008
- Glyphocrangon kapala Komai, 2004
- Glyphocrangon lineata Komai, 2004
- Glyphocrangon longipes Komai, 2004
- Glyphocrangon longirostris (Smith, 1882)
- Glyphocrangon longleyi Schmitt, 1931
- Glyphocrangon loricata Faxon, 1895
- Glyphocrangon lowryi Kensley, Tranter & Griffin, 1987
- Glyphocrangon mabahissae Calman, 1939
- Glyphocrangon major Komai, 2004
- Glyphocrangon megalophthalma de Man, 1918
- Glyphocrangon musorstomia Komai, 2006
- Glyphocrangon neglecta Faxon, 1896
- Glyphocrangon nobilis A. Milne-Edwards, 1881
- Glyphocrangon novaecastellum Kensley, Tranter & Griffin, 1987
- Glyphocrangon panglao Komai & Chan, 2008
- Glyphocrangon parva Komai, 2004
- Glyphocrangon parviocullus Komai, 2006
- Glyphocrangon perplexa Komai, 2004
- Glyphocrangon podager Spence Bate, 1888
- Glyphocrangon priononota Wood-Mason & Alcock, 1891
- Glyphocrangon prostrata Komai, 2011
- Glyphocrangon proxima Komai, 2004
- Glyphocrangon pugnax de Man, 1918
- Glyphocrangon punctata Komai, 2004
- Glyphocrangon regalis Spence Bate, 1888
- Glyphocrangon richeri Komai, 2004
- Glyphocrangon rimapes Spence Bate, 1888
- Glyphocrangon robusta Komai, 2004
- Glyphocrangon rubricinctuta Komai, 2004
- Glyphocrangon rudis Komai, 2006
- Glyphocrangon runcinata Komai, 2004
- Glyphocrangon saintlaurentae Komai, 2004
- Glyphocrangon sculpta (Smith, 1882)
- Glyphocrangon sibogae de Man, 1918
- Glyphocrangon sicaria Faxon, 1893
- Glyphocrangon similior Komai, 2004
- Glyphocrangon smithii Wood-Mason in Wood-Mason & Alcock, 1891
- Glyphocrangon speciosa Komai, 2004
- Glyphocrangon spinicauda A. Milne-Edwards, 1881
- Glyphocrangon spinossisima Brand & Takeda, 1996
- Glyphocrangon spinulosa Faxon, 1893
- Glyphocrangon stenolepis Chace, 1984
- Glyphocrangon taludensis Hendrickx, 2010
- Glyphocrangon tasmanica Komai, 2004
- Glyphocrangon unguiculata Wood-Mason & Alcock, 1891
- Glyphocrangon vicaria Faxon, 1896
- Glyphocrangon waginii Burukovsky, 1990

## Référence
- Milne-Edwards, 1881 : Description de quelques crustacés macroures provenant des grandes profondeurs de la Mer des Antilles. Annales des Sciences Naturelles, ser. 6, vol. 11, p. 1–15.
- Smith, 1884 : Report on the decapod Crustacea of the Albatross dredgings off the east coast of the United States in 1883. Report of the United States Commission of Fish and Fisheries, vol. 10, p. 345–426.